# Thomas Sing (Künstler)
Thomas Sing (* 1979) ist ein deutscher Künstler. Sein Werk umfasst figurative Malerei und konzeptuelle Fotografie mit einem Schwerpunkt auf psychologischer Tiefe, Intimität und Grenzerfahrungen. Er lebt und arbeitet in Augsburg, Paris und Venedig. Sing ist bekannt für seine großformatigen Ölgemälde, seine interdisziplinäre Arbeitsweise sowie seine internationale Ausrichtung.

## Biografie
Thomas Sing wurde 1979 geboren und studierte Literatur, Philosophie und Psychologie an der Universität Augsburg. Das Studium schloss er 2004 mit dem Magister Artium ab. Bis 2018 war er als wissenschaftlicher Mitarbeiter und Lehrbeauftragter an der Universität Augsburg tätig, wo er u. a. zur Semiotik der Medien, der Mode und der Werbung lehrte und forschte. Parallel dazu etablierte er sich als bildender Künstler.
Seine künstlerische Entwicklung nahm ihren Ausgang in der Fotografie und verlagerte sich über konzeptuelle Mixed-Media-Arbeiten zunehmend in Richtung Malerei. Heute arbeitet er überwiegend mit Öl auf Leinwand, daneben entstehen auch zeichnerisch überlagerte Fotografien, vergoldete Objektarbeiten und Sammlereditionen in Buchform. Sing lebt und arbeitet zwischen Augsburg, Paris und Valdagno.

### Künstlerisches Schaffen
Sings Werk thematisiert das Verhältnis von Körper, Begehren und Wahrnehmung. Seine Malerei verbindet figurative Präzision mit psychologischer Tiefe. Häufig verwendet er fotografische Vorlagen, die im malerischen Prozess jedoch transformiert werden – es entsteht eine neue, oftmals zeitenthobene Bildsprache. Ein zentrales Motiv ist der menschliche Körper als Träger von Erfahrung, Projektion und Transzendenz. Wiederkehrende Elemente sind Nacktheit, Spiegelungen, Alltagsobjekte sowie subtile Anspielungen auf Themen wie Fetisch, Voyeurismus und sadomasochistische Dynamiken.
Neben der Ölmalerei entwickelte er eine über Jahre gewachsene Serie von Mixed-Media-Arbeiten auf Silbergelatineabzügen, in denen handschriftlich mikroinskribierte Texte mystischer Autorinnen (11.–20. Jahrhundert) in die Bildfläche eingewoben und mit Blattgold überzogen werden. Diese Werke überschreiten die Grenze zwischen Fotografie, Zeichnung, Schriftkunst und Malerei.

## Rezeption
Sehnsucht Mensch (Augsburg, 2025)
In der Augsburger Allgemeinen wurde Sings Beitrag zur Ausstellung Sehnsucht Mensch als Gemälde „in handwerklich perfekter Ausführung“ und „voll der Deutlichkeit und Präsenz in kräftigem realistischem (...) Stil“ gewürdigt. Seine Aktdarstellungen seien weder idealisiert noch voyeuristisch, sondern „in Verbindung mit beiläufig ins Bild gesetzten Dingen oder Erscheinungsformen des Alltags als Brüche zum Thema Wiedergabe klassischer (femininer) Schönheit“ inszeniert. Sing selbst sprach vom Versuch, „metaphysische Momente“ festzuhalten, bei denen „die Zeit stillsteht“.
Les Danaïdes (Paris, 2022)
In der Ausstellung Les Danaïdes zeigte Sing eine Mixed-Media-Arbeit aus einer über Jahre entwickelten Serie, bei der analoge Aktfotografien mit handschriftlichen Mikrotexten überlagert und mit Blattgold versehen wurden. Die Texte stammen ausschließlich von weiblichen Autorinnen der abendländischen Mystik. Der Katalog beschreibt das Werk als „eine stille Meditation, eingebettet in ein Gewebe aus Spiritualität und Erotik.“
Neue Mitglieder (Augsburg, 2021)
Bereits 2021 dokumentierte der Katalog Neue Mitglieder 3 eine Serie Sings mit dem Titel Contemplations, in der analoge Fotografien mit Texten der abendländischen Mystik aus dem 11. bis 20. Jahrhundert, ausschließlich von Frauen verfasst, überlagert werden. Die Werke wurden als „Disziplin und Obsession – das Werk als Selbstpraktik“ beschrieben.
Große Schwäbische Kunstausstellungen (2023–2024)
In der 75. Großen Schwäbischen Kunstausstellung zeigte Sing das Werk Access All Areas (The Gatekeeper), in dem eine junge Frau mit entblößtem Oberkörper in einem Interieur erscheint, ein Exemplar von Elfriede Jelineks La Pianista in der Hand.
Ein Jahr später präsentierte er mit The Endless Immensity of the Sea (Öl auf Leinwand, 250 × 190 cm) ein Selbstporträt im häuslichen Fitnessstudio. Durch das Schlafzimmerfenster ist ein tobendes Meer sichtbar; im Spiegel erscheint eine Frau mit Smartphone auf dem Bett. Die Szene changiert zwischen Introspektion, Selbstinszenierung und Begehren. Ein Zitat von Kathy Acker unterstreicht den existenziellen Gehalt: Transformation durch Zerstörung und Regeneration.

## Veröffentlichungen (Auswahl)

### Monografien
- liminal, limitierte Sammleredition (300 Exemplare), 2023, ISBN 978-3-945179-24-6
- Hard Theory, mit Alexandra Keiner und Chiara Padovan, 2020, ISBN 978-3-00-067091-6
- Until I Break, limitierte Sammleredition (300 Exemplare), 2017, ISBN 978-3-00-055804-7 – Matthias Straub (The Opéra) nannte das Werk „eines der schönsten und tiefgründigsten Fotobücher, die ich je gesehen habe.“[7]

### Beiträge in Sammelpublikationen
- The Opéra. Vol. XI: The Phoenix Issue, Kerber Verlag, 2023, ISBN 978-3-7356-0948-9
- The Opéra. Anniversary Issue, Kerber Verlag, 2022, ISBN 978-3-7356-0852-9
- Goth – Designing Darkness, Ausstellungskatalog, Design Museum Den Bosch, 2022, ISBN 978-90-8321-0100
- The Opéra. Vol. VII: Classic and Contemporary Nude Photography, Kerber Verlag, 2018, ISBN 978-3-7356-0463-7

## Auszeichnungen
- 2024: International Creative Media Award (Gold), Kategorie „Artist’s Book“ für liminal
- 2024: Prix de la Photographie Paris (Silber), Kategorie „Monograph Book“ für liminal
- 2021: Prix de la Photographie Paris (Bronze), Kategorie „Book/Fine Art“ für Hard Theory
- 2017: Prix de la Photographie Paris, Kategorie „Book/Fine Art“ für Until I Break
- 2013: Prix de la Photographie Paris, Kategorie „Fine Art“ für La Méditation

## Mitgliedschaften
Thomas Sing ist seit 2021 Mitglied der Künstlervereinigung Die Ecke e. V. in Augsburg. Seit 2024 ist er dort als 2. Vorsitzender im Vorstand tätig.